# بوب براون (لاعب كرة قدم بريطاني)
بوب براون (بالإنجليزية: Bob Brown)‏ (1870 - ) هو مدرب كرة قدم ولاعب كرة قدم بريطاني (وحمل سابقاً جنسية المملكة المتحدة لبريطانيا العظمى وأيرلندا) في مركز قلب الدفاع. لعب مع بولتون واندررز وشيفيلد وينزداي ونادي بيرنلي ونادي لانارك الثالث.